# Reithrodontomys spectabilis
Reithrodontomys spectabilis is een zoogdier uit de familie van de Cricetidae. De wetenschappelijke naam van de soort werd voor het eerst geldig gepubliceerd door Jones & Lawlor in 1965.

## Voorkomen
De soort komt voor in Mexico.